# Renderware
RenderWare är en spelmotor utvecklad av brittiska Criterion Software.

## Exempel på spel som använder sig av RenderWare
- Grand Theft Auto III
- Grand Theft Auto: Vice City
- Grand Theft Auto: San Andreas
- Tony Hawk's Pro Skater 3
- Tony Hawk's Pro Skater 4
- Call of Duty: Finest Hour